# جو لين (لاعب كرة قدم)
جو لين (بالإنجليزية: Joe Lynn)‏ (31 يناير 1925 في المملكة المتحدة - 1 يونيو 1992 في المملكة المتحدة) هو لاعب كرة قدم بريطاني (وحمل سابقاً جنسية المملكة المتحدة لبريطانيا العظمى وأيرلندا) في مركز الوسط. لعب مع نادي إكزتر سيتي ونادي روتشديل وهدرسفيلد تاون.